# Araschnia prorsa
Araschnia prorsa är en fjärilsart som beskrevs av Carl von Linné 1767. Araschnia prorsa ingår i släktet Araschnia och familjen praktfjärilar. Inga underarter finns listade i Catalogue of Life.